# 根腐病

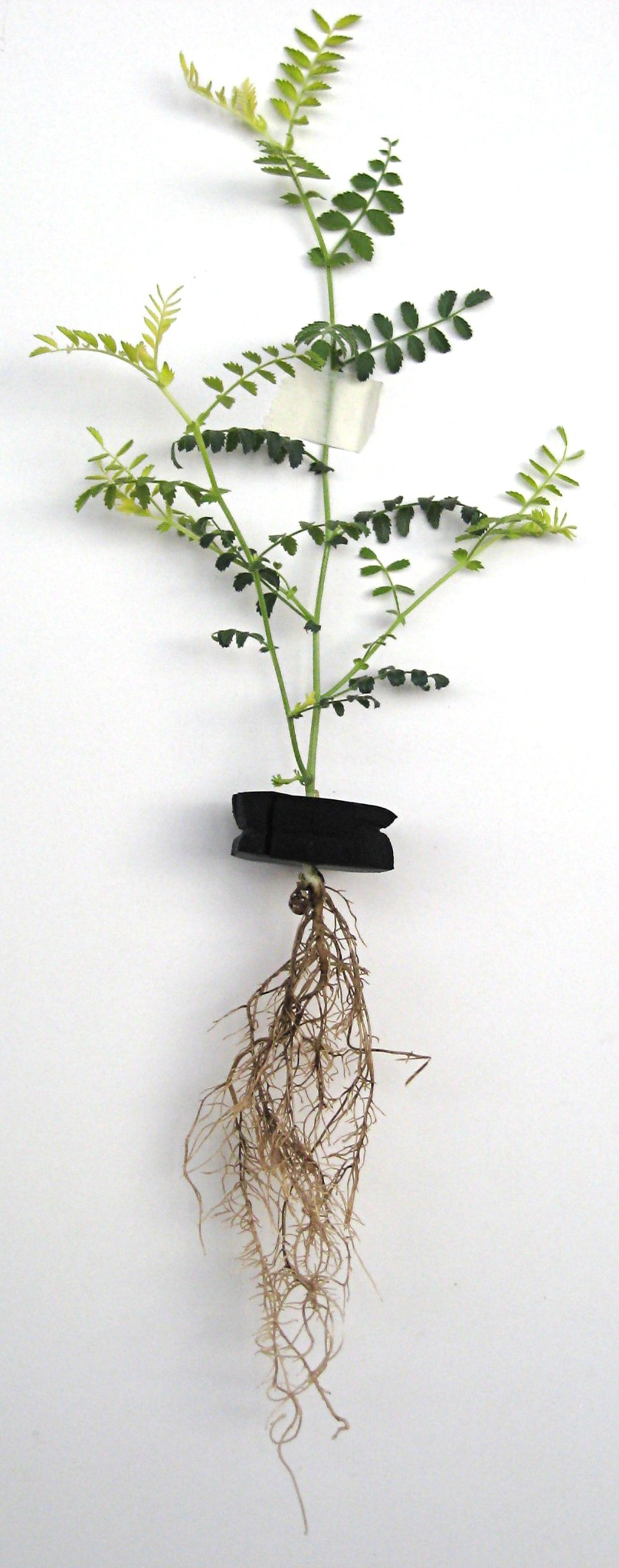
鷹嘴豆植物根腐病。注意一些葉子的症狀性變色。

根腐病是一種發生在植物根部的病症，通常在排水較差的室內植物中發現，在室外植物中較少見。目前沒有有效的治療方法。
許多根腐病是由卵菌綱疫黴屬（Phytophthora）的成員造成的。病菌孢子不僅可藉由空氣傳播，也可以經由昆蟲和土壤中的節肢動物攜帶傳播。
有根腐病的植物通常營養不良，重則會導致植株死亡。根腐病可產生孢子，藉雨水或灌溉水行入侵寄主植物與傳播之行為傳播，所以不會因植物死亡根腐病跟著死亡。具有根腐病的植物應該被去除和破壞。

## 水耕
如果水曝氣不足，根腐病可能發生在水耕系統中。這通常通過使用氣泵、氣泡石和適當時調整澆水循環的頻率和長度來實現。水耕式空氣泵與水族箱式空氣泵的功能相同。